# Zenónovy paradoxy
Zenónovy paradoxy jsou čtyři nejznámější ze starověkých paradoxů známé také pod dobovým názvem aporie („ne-cesta“), kterými prý Zénón z Eleje, přítel a žák Parmenidův, a další eleaté dokazovali nemožnost či zdánlivost pohybu. Tři z nich spolu souvisejí a zakládají se na tom, že staří Řekové odmítali představu nekonečna a považovali za absurdní, že by se s ním dalo počítat. Paradoxy reprodukuje Aristotelés ve „Fyzice“ a ukazuje, v čem je argumentace eleatů mylná. Právě tato úvaha nicméně připravila cestu k objevu infinitesimálního počtu počátkem 18. století.

## Půlení
Paradox půlení či dichotomie argumentuje takto: představme si, že někdo chce uběhnout vzdálenost 100 m. Než se tam ale dostane, musí uběhnout 50 m, předtím už 25 m a tak dále až do nekonečna. Takže se „nemůže“ hnout z místa, protože každý pohyb vyžaduje nekonečně mnoho dílčích přesunů.
Paradox chybně předpokládá, že uběhnutí nekonečného počtu dílčích úseků vyžaduje také nekonečný čas. Pokud se čas potřebný k uběhnutí těchto dílčích úseků zmenšuje, může být celkový čas konečný. Nekonečná posloupnost dílčích přesunů o 100/2n konverguje k nule a její součet je 100 m.

## Achilles a želva
Na podobné úvaze je založen i nejznámější ze Zenónových paradoxů: Achilles nemůže dohonit želvu, která je pár kroků před ním. Kdykoli by se totiž dostal na předchozí místo želvy, ta už se posunula o kousek dál – a tak do nekonečna.

## Letící šíp stojí
Letící šíp je v každém okamžiku v určitém bodě, a protože v bezrozměrném bodě není žádný pohyb možný, je zde v klidu. Je tedy v klidu i po celou dobu – a přece se domníváme, že letí.
Bez znalosti infinitesimálního počtu nelze určit rychlost pohybu „v bezrozměrném bodě“ za (nekonečně krátký) okamžik. Rychlost chápaná jako poměr nekonečně krátkého úseku prostoru a nekonečně krátkého časového okamžiku může být (a je) nenulová a konečná. Matematicky řeší tento paradox zavedení pojmů limity a derivace. Zenón problém zdánlivě odstranil nesprávným předpokladem, že rychlost je nulová, tedy ztotožnil nekonečně krátké a rozměrově nulové.

## Stadion
Čtyři bloky B stejné velikosti se pohybují podél čtyř stejných bloků A, jež jsou v klidu. Další čtyři stejně velké bloky C se pohybují stejnou rychlostí, ale v opačném směru. (Bloky jsou zde proto, aby místo měření drah stačilo počítat bloky.) Alexander z Afrodisie to znázorňuje takto:
```
   AAAA
 BBBB →
   ←CCCC 
```

Paradox nyní tvrdí, že dvojnásobná rychlost bloků C je stejná jako rychlost bloků B. Omyl je v tom, že nerozlišuje relativní rychlosti různých bloků vůči sobě: rychlost bloků B vůči C je skutečně dvojnásobná než jejich rychlosti vůči blokům A.

## Paradox s pytlem ječmene
Paradox padajícího ječmene není logický paradox, nýbrž pozorování: když padá zrnko ječmene, nikdo je neslyší, ale když se sype celý pytel, dělá zřetelný hluk.
V současné době je vysvětlení snadné: Zvuk, který vydá jedno zrnko, je pod hranicí slyšitelnosti lidského ucha /1dB(A)/, kdežto zvuky, které způsobí více zrnek, jsou v úhrnu nad hranicí slyšitelnosti. Rozdílný poměr mezi tíhovou silou a odporem vzduchu navíc vede k různým hodnotám mezní rychlosti padajícího tělesa, tj. pytel padá rychleji.